# 比伊夫齊 (盧布尼區)
50°8′37″N 32°54′9″E / 50.14361°N 32.90250°E
比伊夫齊（烏克蘭語：Біївці），是烏克蘭的村落，位於該國中部波爾塔瓦州，由盧布尼區負責管轄，處於烏代河畔，分別距離戈羅比伊1公里和哈列普齊2.5公里，2001年人口285。